# The Crimson Stain Mystery
The Crimson Stain Mystery er en amerikansk stumfilm fra 1916 af T. Hayes Hunter.

## Medvirkende
- Maurice Costello som Harold Stanley.
- Ethel Grandin som Florence Montrose.
- Thomas J. McGrane som Dr. Burton Montrose.
- Olga Olonova som Vanya Tosca.
- William Cavanaugh.